# Égleny
Égleny település Franciaországban, Yonne megyében. Lakosainak száma 451 fő (2022. január 1.). Égleny Lindry, Beauvoir, Merry-la-Vallée, Poilly-sur-Tholon, Saint-Maurice-le-Vieil és Le Val-d'Ocre községekkel határos.

## Népesség
A település népességének változása:
| Lakosok száma | 458  | 453  | 465  | 448  | 449  | 449  | 450  | 450  | 451  |
|               | 2013 | 2015 | 2016 | 2017 | 2018 | 2019 | 2020 | 2021 | 2022 |